# 김포시의회
김포시의회는 경기도 김포시 지역을 관할하는 기초의회이다.